# Fernando Torres-Polanco
Fernando Torres-Quevedo y Polanco  (ur. 27 października 1898 w Madrycie, zm. 30 lipca 1971 w Barcelonie) – hiszpański hokeista na trawie, uczestnik Letnich Igrzysk Olimpijskich 1928.
Torres-Polanco dostał powołanie na letnie igrzyska olimpijskie w Amsterdamie w 1928 roku. Wystąpił tam w trzech spotkaniach fazy grupowej. 19 maja Hiszpanie przegrali 1–2 z Francuzami, a cztery dni później zremisowali 1–1 z Holendrami. Hiszpanie przegrali także mecz inauguracyjny z Niemcami (1–5), tym samym zajmując ostatnie miejsce w fazie grupowej. Torres-Polanco, grający na tym turnieju w linii defensywnej, nie zdobył żadnego gola.